# Turn- und Sportverein Giesen von 1911 2023-2024
Questa voce raccoglie le informazioni riguardanti il Turn- und Sportverein Giesen von 1911 nelle competizioni ufficiali della stagione 2023-2024.

## Stagione
Il Turn- und Sportverein Giesen von 1911 partecipa alla stagione 2023-24 con la denominazione sponsorizzata Helios GRIZZLYS Giesen.
Partecipa alla 1. Bundesliga, classificandosi al secondo posto in regular season: ai play-off scudetto si spinge fino alle semifinali, dove viene eliminato dal Friedrichshafen. Raggiunge le semifinali anche in Coppa di Germania, dove perde contro l'Herrsching, mentre in Coppa di Lega si classifica al terzo posto.
In ambito europeo è di scena in Challenge Cup, venendo estromesso dal torneo agli ottavi di finale, dove perde il doppio confronto contro i rumeni della Steaua Bucarest.

## Organigramma societario
Area direttiva
- Presidente: Dominik Jennati

Area tecnica
- Allenatore: Itamar Stein
- Allenatore in seconda: Maik Böske
- Assistente allenatore: Sascha Kucera
- Scoutman: Stefan Urbanek

Area sanitaria
- Medico: Michal Pawelczyk, Stefan Rössig
- Fisioterapista: Simon Luca Doliwa

## Rosa
| N° | Nome             | Ruolo | Data di nascita   | Nazionalità sportiva |
| -- | ---------------- | ----- | ----------------- | -------------------- |
| 2  | Jannis Wehry     | C     | 16 giugno 2001    | Germania             |
| 3  | Jori Mantha      | S     | 27 novembre 1992  | Canada               |
| 4  | Noah Baxpöhler   | C     | 13 agosto 1993    | Germania             |
| 5  | Hauke Wagner     | O     | 30 maggio 1987    | Germania             |
| 6  | Michiel Ahyi     | O     | 28 luglio 1998    | Paesi Bassi          |
| 7  | Iliya Goldrin    | S     | 28 aprile 1995    | Israele              |
| 8  | Niklas Breilin   | L     | 8 settembre 1999  | Finlandia            |
| 9  | John Hatch       | S     | 12 febbraio 1996  | Stati Uniti          |
| 10 | Jan Röling       | P     | 15 settembre 1999 | Germania             |
| 12 | Jakob Günthör    | C     | 21 settembre 1995 | Germania             |
| 13 | Fedor Ivanov     | P     | 1º dicembre 2000  | Finlandia            |
| 14 | Timon Peckmann   | L     | 12 gennaio 2005   | Germania             |
| 15 | Lorenz Karlitzek | S     | 17 febbraio 1999  | Germania             |
| 18 | Maciej Borris    | C     | 30 settembre 1994 | Polonia              |

## Mercato
| Acquisti | Acquisti       | Acquisti   | Acquisti   |
| R.       | Nome           | da         | Modalità   |
| -------- | -------------- | ---------- | ---------- |
| O        | Michiel Ahyi   | Roeselare  | definitivo |
| C        | Maciej Borris  | Herrsching | definitivo |
| L        | Niklas Breilin | VDK Gent   | definitivo |
| S        | Iliya Goldrin  | Näfels     | definitivo |
| S        | John Hatch     | Võru       | definitivo |

| Cessioni | Cessioni           | Cessioni      | Cessioni   |
| R.       | Nome               | a             | Modalità   |
| -------- | ------------------ | ------------- | ---------- |
| O        | Augusto Colito     | Corona Brașov | definitivo |
| S        | Linus Engelmann    | Netzhoppers   | definitivo |
| S        | Francisco Iribarne | Maaseik       | definitivo |
| L        | Voitto Köykkä      | Trefl Gdańsk  | definitivo |
| C        | David Seybering    | Palma         | definitivo |

## Risultati

### 1. Bundesliga

#### Girone di andata
| 1ª giornata - 27 ottobre 2023 Max-Schmeling-Halle, Berlino              | Charlottenburg    | 3 - 1 | Giesen          | 21-25, 25-20, 25-17, 29-27 |
| 2ª giornata - 6 gennaio 2024 Volksbank-Arena, Giesen                    | Giesen            | 3 - 1 | Dürener         | 23-25, 25-23, 39-37, 25-19 |
| 3ª giornata - 9 novembre 2023 Volksbank-Arena, Giesen                   | Giesen            | 3 - 0 | Netzhoppers     | 25-14, 25-18, 26-24        |
| 4ª giornata - 9 febbraio 2024 Audi Dome, Herrsching am Ammersee         | Herrsching        | 1 - 3 | Giesen          | 25-16, 23-25, 23-25, 20-25 |
| 5ª giornata - 15 novembre 2023 Volksbank-Arena, Giesen                  | Giesen            | 3 - 0 | Friedrichshafen | 25-16, 25-16, 25-19        |
| 6ª giornata - 4 febbraio 2024 Bernsteinhalle Friedersdorf, Muldestausee | Bitterfeld-Wolfen | 1 - 3 | Giesen          | 13-25, 22-25, 26-24, 20-25 |
| 7ª giornata - 2 dicembre 2023 Giesener Sporthalle, Giesen               | Giesen            | 3 - 0 | Unterhaching    | 25-10, 25-10, 25-19        |
| 8ª giornata - 9 dicembre 2023 Georg-Scherer-Halle, Dachau               | Dachau            | 0 - 3 | Giesen          | 15-25, 20-25, 23-25        |
| 9ª giornata - 17 dicembre 2023 Volksbank-Arena, Giesen                  | Giesen            | 3 - 0 | Freiburger      | 25-15, 25-11, 25-17        |
| 10ª giornata - 23 dicembre 2023 Lina-Radke-Halle, Karlsruhe             | Karlsruhe         | 1 - 3 | Giesen          | 21-25, 22-25, 26-24, 20-25 |
| 11ª giornata - 8 marzo 2024 Volksbank-Arena, Giesen                     | Giesen            | 3 - 0 | Lüneburg        | 27-25, 25-21, 25-18        |

#### Girone di ritorno
| 12ª giornata - 24 gennaio 2024 Volksbank-Arena, Giesen               | Giesen          | 3 - 0 | Charlottenburg    | 29-27, 25-23, 25-23               |
| 13ª giornata - 2 novembre 2023 Arena Kreis, Düren                    | Dürener         | 3 - 2 | Giesen            | 25-22, 20-25, 25-22, 18-25, 16-14 |
| 14ª giornata - 13 gennaio 2024 MBS Arena Potsdam, Potsdam            | Netzhoppers     | 1 - 3 | Giesen            | 24-26, 25-19, 24-26, 21-25        |
| 15ª giornata - 11 novembre 2023 Volksbank-Arena, Giesen              | Giesen          | 3 - 2 | Herrsching        | 25-23, 23-25, 25-23, 21-25, 15-2  |
| 16ª giornata - 27 gennaio 2024 Spacetech Arena, Friedrichshafen      | Friedrichshafen | 3 - 1 | Giesen            | 25-19, 17-25, 25-22, 25-15        |
| 17ª giornata - 25 novembre 2023 Volksbank-Arena, Giesen              | Giesen          | 3 - 1 | Bitterfeld-Wolfen | 25-9, 25-16, 26-28, 25-22         |
| 18ª giornata - 11 febbraio 2024 Geothermie Arena, Unterhaching       | Unterhaching    | 0 - 3 | Giesen            | 18-25, 17-25, 23-25               |
| 19ª giornata - 15 febbraio 2024 Volksbank-Arena, Giesen              | Giesen          | 3 - 0 | Dachau            | 25-11, 25-17, 25-20               |
| 20ª giornata - 18 febbraio 2024 Act-Now-Halle, Friburgo in Brisgovia | Freiburger      | 0 - 3 | Giesen            | 21-25, 21-25, 18-25               |
| 21ª giornata - 24 febbraio 2024 Volksbank-Arena, Giesen              | Giesen          | 3 - 0 | Karlsruhe         | 25-23, 25-13, 25-23               |
| 22ª giornata - 30 dicembre 2023 LKH Arena, Luneburgo                 | Lüneburg        | 2 - 3 | Giesen            | 25-19, 20-25, 25-19, 23-25, 23-25 |

#### Play-off scudetto
| Quarti di finale (gara 1) - 22 marzo 2024 Volksbank-Arena, Giesen                   | Giesen            | 3 - 0 | Bitterfeld-Wolfen | 25-20, 25-14, 25-16               |
| Quarti di finale (gara 2) - 16 marzo 2024 Bernsteinhalle Friedersdorf, Muldestausee | Bitterfeld-Wolfen | 0 - 3 | Giesen            | 18-25, 14-25, 15-25               |
| Semifinali (gara 1) - 26 marzo 2024 Volksbank-Arena, Giesen                         | Giesen            | 3 - 2 | Friedrichshafen   | 25-22, 25-22, 19-25, 21-25, 19-17 |
| Semifinali (gara 2) - 30 marzo 2024 Spacetech Arena, Friedrichshafen                | Friedrichshafen   | 3 - 0 | Giesen            | 25-23, 25-15, 25-17               |
| Semifinali (gara 3) - 3 aprile 2024 Volksbank-Arena, Giesen                         | Giesen            | 3 - 0 | Friedrichshafen   | 27-25, 25-18, 26-24               |
| Semifinali (gara 4) - 6 aprile 2024 Spacetech Arena, Friedrichshafen                | Friedrichshafen   | 3 - 0 | Giesen            | 25-21, 27-25, 25-20               |
| Semifinali (gara 5) - 10 aprile 2024 Volksbank-Arena, Giesen                        | Giesen            | 1 - 3 | Friedrichshafen   | 25-19, 24-26, 22-25, 22-25        |

### Coppa di Germania
| Ottavi di finale - 5 novembre 2023 Volksbank-Arena, Hildesheim  | Giesen | 3 - 0 | Unterhaching | 25-15, 25-11, 25-16 |
| Quarti di finale - 18 novembre 2023 Volksbank-Arena, Hildesheim | Giesen | 3 - 0 | Freiburger   | 25-17, 25-13, 25-12 |
| Semifinali - 6 dicembre 2023 Volksbank-Arena, Hildesheim        | Giesen | 0 - 3 | Herrsching   | 20-25, 14-25, 14-25 |

### Coppa di Lega
| Ottavi di finale - 20 ottobre 2023 Volksbank-Arena, Hildesheim | Giesen   | 2 - 0 | Dachau         | 25-8, 25-19                       |
| Quarti di finale - 20 ottobre 2023 Volksbank-Arena, Hildesheim | Giesen   | 3 - 2 | Dürener        | 25-22, 18-25, 23-25, 25-17, 15-12 |
| Semifinali - 21 ottobre 2023 Volksbank-Arena, Hildesheim       | Giesen   | 0 - 3 | Charlottenburg | 20-25, 19-25, 22-25               |
| Finale 3º posto - 22 ottobre 2023 Volksbank-Arena, Hildesheim  | Lüneburg | 1 - 3 | Giesen         | 12-25, 15-25, 25-12, 21-25        |

### Challenge Cup
| 22 novembre 2023 Palestra Farka Volley, Farkë  | Tirana          | 1 - 3 | Giesen          | 16-25, 25-23, 20-25, 16-25        |
| 28 novembre 2023 Volksbank-Arena, Hildesheim   | Giesen          | 3 - 0 | Tirana          | 25-11, 25-15, 25-20               |
| 14 dicembre 2023 Volksbank-Arena, Hildesheim   | Giesen          | 3 - 2 | Steaua Bucarest | 20-25, 25-20, 20-25, 25-21, 16-14 |
| 21 dicembre 2023 Sala Mihai Viteazul, Bucarest | Steaua Bucarest | 3 - 1 | Giesen          | 21-25, 25-20, 25-20, 25-19        |

## Statistiche

### Statistiche di squadra
| Competizione      | Punti | In casa | In casa | In casa | In trasferta | In trasferta | In trasferta | Totale | Totale | Totale |
| Competizione      | Punti | G       | V       | P       | G            | V            | P            | G      | V      | P      |
| ----------------- | ----- | ------- | ------- | ------- | ------------ | ------------ | ------------ | ------ | ------ | ------ |
| 1. Bundesliga     | 56    | 15      | 14      | 1       | 14           | 9            | 5            | 29     | 23     | 6      |
| Coppa di Germania | -     | 3       | 2       | 1       | 0            | 0            | 0            | 3      | 2      | 1      |
| Coppa di Lega     | -     | -       | -       | -       | -            | -            | -            | 4      | 3      | 1      |
| Challenge Cup     | -     | 2       | 2       | 0       | 2            | 1            | 1            | 4      | 3      | 1      |
| Totale            | -     | 20      | 18      | 2       | 16           | 10           | 6            | 40     | 31     | 9      |

G = partite giocate; V = partite vinte; P = partite perse

### Statistiche dei giocatori
| Giocatore    | 1. Bundesliga | 1. Bundesliga | 1. Bundesliga | 1. Bundesliga | 1. Bundesliga | Coppa di Germania | Coppa di Germania | Coppa di Germania | Coppa di Germania | Coppa di Germania | Coppa di Lega | Coppa di Lega | Coppa di Lega | Coppa di Lega | Coppa di Lega | Challenge Cup | Challenge Cup | Challenge Cup | Challenge Cup | Challenge Cup | Totale | Totale | Totale | Totale | Totale |
| Giocatore    | P             | PT            | AV            | MV            | BV            | P                 | PT                | AV                | MV                | BV                | P             | PT            | AV            | MV            | BV            | P             | PT            | AV            | MV            | BV            | P      | PT     | AV     | MV     | BV     |
| ------------ | ------------- | ------------- | ------------- | ------------- | ------------- | ----------------- | ----------------- | ----------------- | ----------------- | ----------------- | ------------- | ------------- | ------------- | ------------- | ------------- | ------------- | ------------- | ------------- | ------------- | ------------- | ------ | ------ | ------ | ------ | ------ |
| M. Ahyi      | 28            | 457           | 367           | 41            | 49            | 2                 | 13                | 12                | 0                 | 1                 | 3             | 56            | 52            | 2             | 2             | 3             | 69            | 58            | 7             | 4             | 36     | 595    | 489    | 50     | 56     |
| N. Baxpöhler | 26            | 179           | 116           | 48            | 15            | 3                 | 14                | 9                 | 2                 | 3                 | 3             | 22            | 14            | 6             | 2             | 4             | 36            | 22            | 10            | 4             | 36     | 251    | 161    | 66     | 24     |
| M. Borris    | 14            | 71            | 44            | 19            | 8             | 1                 | 0                 | 0                 | 0                 | 0                 | 3             | 0             | 0             | 0             | 0             | 3             | 18            | 7             | 10            | 1             | 21     | 89     | 51     | 29     | 9      |
| N. Breilin   | 29            | 0             | 0             | 0             | 0             | 3                 | 0                 | 0                 | 0                 | 0                 | 3             | 35            | 27            | 0             | 8             | 4             | 0             | 0             | 0             | 0             | 39     | 35     | 27     | 0      | 8      |
| I. Goldrin   | 28            | 277           | 228           | 20            | 29            | 2                 | 6                 | 6                 | 0                 | 0                 | 3             | 20            | 11            | 6             | 3             | 3             | 29            | 24            | 0             | 5             | 36     | 332    | 269    | 26     | 37     |
| J. Günthör   | 24            | 161           | 97            | 48            | 16            | 3                 | 24                | 15                | 5                 | 4                 | 3             | 6             | 6             | 0             | 0             | 1             | 11            | 7             | 2             | 2             | 31     | 202    | 125    | 55     | 22     |
| J. Hatch     | 28            | 86            | 67            | 7             | 12            | 2                 | 16                | 15                | 0                 | 1                 | 3             | 6             | 2             | 4             | 0             | 3             | 25            | 21            | 2             | 2             | 36     | 133    | 105    | 13     | 15     |
| F. Ivanov    | 28            | 79            | 26            | 27            | 26            | 2                 | 8                 | 3                 | 4                 | 1                 | 2             | 23            | 20            | 1             | 2             | 3             | 2             | 0             | 1             | 1             | 35     | 112    | 49     | 33     | 30     |
| L. Karlitzek | 14            | 137           | 110           | 11            | 16            | 3                 | 24                | 20                | 2                 | 2                 | 0             | 0             | 0             | 0             | 0             | 3             | 18            | 15            | 2             | 1             | 20     | 179    | 145    | 15     | 19     |
| J. Mantha    | 17            | 166           | 134           | 12            | 20            | 3                 | 9                 | 6                 | 2                 | 1                 | 1             | 0             | 0             | 0             | 0             | 4             | 27            | 20            | 3             | 4             | 25     | 202    | 160    | 17     | 25     |
| T. Peckmann  | -             | -             | -             | -             | -             | -                 | -                 | -                 | -                 | -                 | 0             | 0             | 0             | 0             | 0             | -             | -             | -             | -             | -             | 0      | 0      | 0      | 0      | 0      |
| J. Röling    | 18            | 5             | 0             | 2             | 3             | 3                 | 2                 | 1                 | 0                 | 1                 | 3             | 1             | 0             | 1             | 0             | 4             | 1             | 0             | 0             | 1             | 28     | 9      | 1      | 3      | 5      |
| H. Wagner    | 18            | 118           | 104           | 9             | 5             | 3                 | 24                | 20                | 1                 | 3                 | 3             | 12            | 11            | 1             | 0             | 4             | 24            | 17            | 2             | 5             | 28     | 178    | 152    | 13     | 13     |
| J. Wehry     | 1             | 2             | 0             | 2             | 0             | 1                 | 4                 | 2                 | 1                 | 1                 | 0             | 0             | 0             | 0             | 0             | 0             | 0             | 0             | 0             | 0             | 2      | 6      | 2      | 3      | 1      |

P = presenze; PT = punti totali; AV = attacchi vincenti; MV = muri vincenti; BV = battute vincenti